# Ales
Ales (sardisk: Àbas) er en by og en kommune (comune) i provinsen Oristano i regionen Sardinien i Italien. Byen ligger i 194 meters højde og har 1.440 indbyggere (2016). Kommunen har et areal på 22,45 km² og grænser til kommunerne Albagiara, Curcuris, Gonnosnò, Marrubiu, Morgongiori, Palmas Arborea, Pau, Santa Giusta, Usellus og Villa Verde.